# Brendan Rodgers
Brendan Rodgers (ur. 26 stycznia 1973) – trener piłkarski i piłkarz pochodzący z Irlandii Północnej.

## Kariera
Karierę piłkarską rozpoczął w Ballymena United, po czym przeniósł się do Reading w wieku 18 lat, gdzie kontuzja zmusiła go do przedwczesnego zakończenia kariery.
Rodgers pozostał w Reading i pracował jako trener drużyn młodzieżowych. W 2004 roku José Mourinho zaoferował mu pracę w Chelsea na tym samym stanowisku. W 2006 roku został trenerem rezerw Chelsea. W listopadzie 2008 roku zaakceptował ofertę objęcia Watford. W czerwcu 2009 roku powrócił do Reading, lecz tym razem na stanowisko trenera pierwszej drużyny po tym, jak Steve Coppell podał się do dymisji. Jednak już w grudniu 2009 roku odszedł za porozumieniem stron. W lipcu 2010 objął Swansea City. W ciągu roku wprowadził Swansea City do elitarnej Premier League i tym samym sprawił, że Swansea City została pierwszym walijskim klubem występującym w tych rozgrywkach. 1 czerwca 2012 roku został mianowany trenerem Liverpoolu F.C., z którym podpisał trzyletni kontrakt. W sezonie 2012/2013 zajął z „The Reds” siódmą lokatę w lidze, natomiast w sezonie 2013/2014 został wraz z Liverpoolem wicemistrzem Anglii, mając realną szansę na ostateczny triumf aż do ostatniej kolejki, wracając do rozgrywek Ligi Mistrzów z tym klubem po jego pięciu latach nieobecności. Dzięki znakomitym wynikom w lidze, został wybrany menedżerem sezonu przez League Managers Association. 26 maja 2014, Rodgers przedłużył kontrakt z klubem do 2018 roku. 4 października 2015 został zwolniony z Liverpoolu po remisie w derbach Merseyside.
26 lutego 2019 został trenerem Leicester City.
Ma syna Antona, który jest piłkarzem grającym w trzecioligowym Swindon Town.

## Osiągnięcia

### Trener
Celtic
- Mistrzostwo Szkocji: 2016/17, 2017/18
- Puchar Szkocji: 2016/17, 2017/18
- Puchar Ligi Szkockiej: 2016/17, 2017/18, 2018/19

Leicester City
- Puchar Anglii: 2020/21
- Tarcza Wspólnoty: 2021